# Гатка (Лебединский район)
Гатка (укр. Гатка) — село,
Великовысторопский сельский совет,
Лебединский район,
Сумская область,
Украина.
Код КОАТУУ — 5922982002. Население по данным 1984 года составляло 10 человек.
Село ликвидировано в 2000 году .

## Географическое положение
Село Гатка находится на расстоянии в 1 км от правого берега реки Легань.
На расстоянии в 1 км расположены сёла Великий Выстороп и Малый Выстороп.

## История
- 2000 — село ликвидировано [1].